# Dasylamprops guanchi
Dasylamprops guanchi är en kräftdjursart som beskrevs av Daniel Reyss 1978. Dasylamprops guanchi ingår i släktet Dasylamprops och familjen Lampropidae. Inga underarter finns listade i Catalogue of Life.